# Сервольський металургійний завод
45°37′17.4″ пн. ш. 13°46′51.7″ сх. д. / 45.621500° пн. ш. 13.781028° сх. д.
Сервольський металургійний завод (італ. Ferriera di Servola) — металургійний завод в Італії, у місті Сервола (тепер у складі Трієста). Одне з трьох підприємств чорної металургії Італії з доменним виробництвом. Основною продукцією заводу є чушковий чавун.
Продуктивність заводу у 2011 році становила 369,1 тис. т чавуну.

## Історія
Металургійний завод у місті Сервола було засновано 1896 року. В той час місто входило до складу Австро-Угорщини. Побудувало завод Крайнське промислове товариство з Любляни (нім. Krainische Industrie-Gesellschaft, словен. Kranjska industrijska družba), засноване 1869 року, яке мало не меті сконцентрувати тут своє виробництво чавуну й феросплавів.
Під час Першої світової війни завод не працював через розрив зв'язків з постачальниками сировини. Між світовими війнами завод було модернізовано під керівництвом Товариства доменних печей і сталеплавильних заводів Венеції-Джулії (італ. Società Alti  Forni  e Acciaierie  della  Venezia  Giulia) і потім Товариства «Ілва» з Генуї (італ. ILVA di Genova). Кількість працівників на заводі між 1937 і 1939 роками зросла з 910 до 1670 осіб. Під час Другої світової війни у 1944 і 1945 роках завод зазнав дев'ять авіабомбувань, що спричинили пошкодження частини обладнання.
1961 року ввійшов до складу італійської державної компанії «Italsider». 1989 року перейшов під управління групи Піттіні (Pittini), під час керівництва якої, не зважаючи на певні інвестиції, з 1992 року зазнав проблем, що призвело до протестів робітників у 1995 році. Пізніше власником заводу стала фінансова група родини Лукіні (Gruppo Lucchini). 2005 року група Лукіні продала 80% акцій компанії «Северсталь» з РФ, отримавши за них 450 млн. 2010 року Лукіні продало «Северсталі» свої останні 20% акцій заводу.

## Сучасний стан
Завод займає площу 0,56 км². До його складу входять коксохімічний завод, аглофабрика, 2 невеличких доменних печі корисним об'ємом 620 м³ кожна, [джерело?] ТЕЦ.